# نادي الشعبة
نادي الشعبة، نادي كرة قدم سعودي من الأندية الخاصة يتبع جمعية التنمية الأهلية بالشعبة في الاحساء في قرية الفضول في محافظة الأحساء، تأسس في عام 1395 م, شارك لأول مرة في موسم 2022-2023 في مصاف اندية دوري الدرجة الرابعة السعودي لكرة القدم, و تم إعتماد ترخيص نادي الشعبة في 1 أغسطس 2024.